# Perissandria decolor
Perissandria decolor är en fjärilsart som beskrevs av Otto Staudinger 1895. Perissandria decolor ingår i släktet Perissandria och familjen nattflyn. Inga underarter finns listade i Catalogue of Life.